# Insidan
Insidan är en kristen ungdomstidning som utkommit sedan 1997. Tidningen ges ut av ELU (Evangelisk Luthersk Mission - Ungdom) men är spridd i många olika kristna samfund i Sverige, då den inte fungerar som ett organ för ELU utan har fokus på bibelundervisning och andra undervisande artiklar för ungdomar och unga vuxna. Tidningen utkommer med 8 nummer varje år och finns även som webbtidning. Sedan IKON 1931 lades ner 2013 räknas Insidan som den enda kristna ungdomstidningen i Sverige. 

## Innehåll
Varje nummer av Insidan ett särskilt tema som behandlas i ungefär hälften av numrets artiklar och inslag. Övriga texter är inte knutna till temat. I Insidan varvas bibelundervisning med intervjuer, reportage, personliga vittnesbörd, andakter och texter om aktuella ämnen. 

## Historia
Föregångaren till Insidan är Ungdomsbladet som gavs ut mellan 1905 och 1997 av KUS (Kristna Ungdomsförbundet i Sydsverige) Då denna tidning med åren fick en allt mindre ungdomlig prägel beslöt KUS styrelse att starta några ungdomssidor i mitten av tidningen. Dessa sidor kallades Insidan och fanns med i Ungdomsbladet första gången 1992. 1997 lades Ungdomsbladet ner och blev två nya tidningar: missionstidningen Till Liv och ungdomstidningen Insidan. 2017 beslöt styrelsen i ELU (fd. KUS) att ta bort all intern information och annonsering för att på ett tydligare sätt rikta sig till fler kristna sammanhang i Sverige, samt göra en tydligare satsning på webbtidningen.